# Bernd Jansen (Architekt)

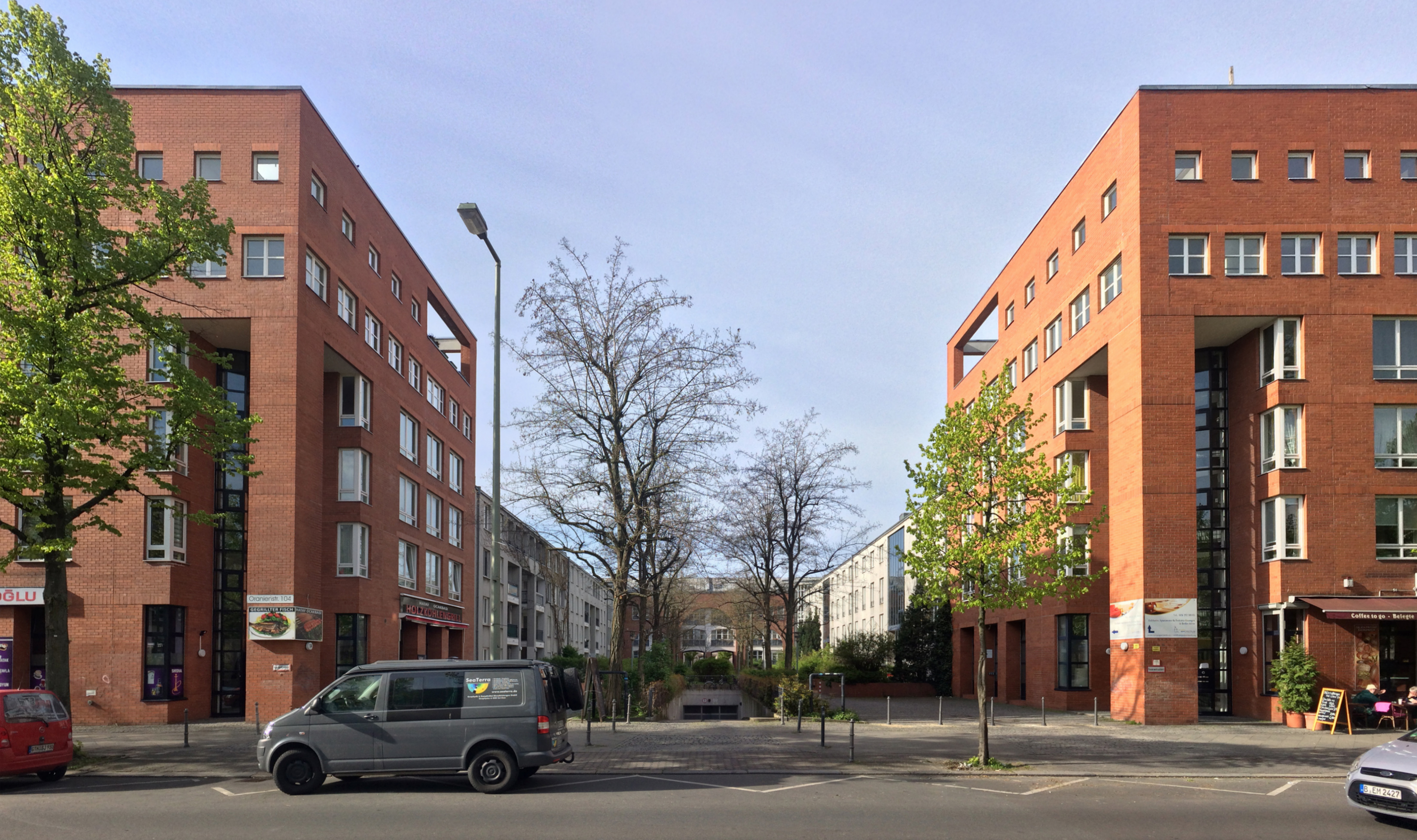
Wohnanlage Ritterstraße-Nord, Berlin-Kreuzberg

Bernd Robert Jansen (* 3. Oktober 1943; † 25. Juli 2025) war ein deutscher Architekt und Hochschulprofessor. Er lebte und arbeitete in Berlin.

## Leben
Nach dem Abitur am Comenius-Gymnasium in Düsseldorf-Oberkassel studierte er seit 1963  das Fach Architektur an der TU Berlin. Nach bestandenem Humanistischem Studium und nach Vorlage einer gemeinsam mit Dietrich Bangert erarbeiteten Diplomarbeit bei Oswald Mathias Ungers schloss er 1969 sein Architekturstudium als Diplom-Ingenieur ab.
Nach einer 2-jährigen Partnerschaft mit Joseph Paul Kleihues und Axel Schultes bildete er 1972 gemeinsam mit Axel Schultes eine erste Bürogemeinschaft. 1970/1971 übernahm er an der Architekturfakultät der TU Berlin diverse Lehraufträge im Fachgebiet Baukonstruktion und Entwerfen. Mit Dietrich Bangert und Stefan Jan Scholz entstand 1974/75 das Architekturbüro BJSS, das sich Ende 1991 mit dem Austritt von Jansen und Schultes auflöste.
An die Technische Universität Berlin wurde Jansen zum 1. Oktober 1987 als Professor im Fachgebiet Baukonstruktion und Entwerfen berufen. Dort war er als Geschäftsführender Direktor des Instituts für Entwerfen, Baukonstruktion und Gebäudekunde bis zu seiner Pensionierung am 31. Oktober 2006 tätig.

## Lehre
Mit den Professoren Ingrid Goetz und Lutz Kandel lobte Jansen den Wettbewerb „Ab-Orte – Ein Beitrag zur Love Parade“ aus, um der Situation der zu geringen Anzahl von Sanitäranlagen für Besucher der Loveparade in Berlin zu begegnen. Hierbei spielte besonders der temporäre Charakter der Veranstaltung (geringe Auf- und Abbauzeiten) eine Rolle.

## Werk

### Stadtentwicklung
Besondere Bedeutung hatte Jansen im Zusammenhang mit der Internationalen Bauausstellung 1987 (IBA 87) in Berlin. Gemeinsam mit Dietmar Grötzebach verfasste er 1977 ein Konzeptpapier zur Vorbereitung der IBA, das als Senatsvorlage diente, und auf dessen Grundlage 1978 der Senatsbeschluss zur IBA erfolgte.

### Veröffentlichungen
- Gemeinsam mit Josefine Fokdal (Hrsg.): Museum für Gestaltung – Erweiterung des Bauhaus-Archivs in Berlin, TU Berlin Fakultät VII FG, TU Berlin 2005, ISBN 978-3798319684